# Big Six
Els Big Six van ser un grup de líders de sis organitzacions destacades de drets civils que van ser un element fonamental en l'organització de la Marxa de Washington pel Treball i la Llibertat el 1963, entorn del Moviment afroamericà pels drets civils als Estats Units. Estava compost per Martin Luther King Jr., James Farmer, John Lewis, A. Philip Randolph, Roy Wilkins i Whitney Young.
En la seva autobiografia, Lay Bare the Heart (1985), James Farmer va identificar el terme "Big Six" originat amb la fundació del Consell per al lideratge dels drets civils units. No va incloure A. Philip Randolph a la seva llista dels "Sis Grans", en lloc de llistar a Dorothy Height, president del Consell Nacional de les Dones Negres com a sisè membre del grup. També va assenyalar que la premsa es referia sovint al grup com el "Big Four", excloent Height i John Lewis, fet que s'atribuïa al sexisme i al biaix de l'edat, respectivament.
Patrick Henry Bass, periodista i historiador de la Marxa de Washington, va descriure l'ascens d'aquests líders a la celebritat: "Cada cop més, aquests sis homes poderosos vivien en dos mons: el polític i el personal, un de blanc, en el qual encara eren desconeguts però que cada cop es coneixien més amb les seves regles privilegiades; l'altra, de color negre, on van ser tractats com a membres d'una família extensa".

## Sis Grans

### Martin Luther King Jr.
Martin Luther King Jr. (15 de gener de 1929 - 4 d'abril de 1968), president de la Southern Christian Leadership Conference (SCLC), va ser un ministre baptista, activista i el líder més famós del Moviment pels Drets Civils. King va guanyar el Premi Nobel de la Pau el 1964 i va guanyar pòstumament la Medalla presidencial de la llibertat el 1977, nou anys després del seu assassinat el 1968. Per la seva promoció de la noviolència i la igualtat racial, King és considerat com un pacifista i màrtir per moltes persones de tot el món. El Dia de Martin Luther King Jr. als Estats Units va ser establert en honor seu, i un monument que el representa se situa a National Mall.

### James Farmer
James Farmer (12 de gener de 1920 - 9 de juliol de 1999) va fundar el Congrés d'Igualtat Racial (CORE) el 1942, una organització pacifista dedicada a aconseguir l'harmonia i la igualtat racial mitjançant la protesta i la resistència passiva i noviolenta, i va ser escollida per ser la seva primera directora nacional el 1953. Quan una vegada els seguidors de Farmer van preguntar-li: "Quan tornareu a la lluita?" La resposta de Farmer va ser: "Estem tornant sempre a la lluita, però ara utilitzem només armes noves". Els ensenyaments de Farmer van permetre que es realitzessin les Marxes per la Llibertat, i també els intents d'aturar la segregació racial als restaurants i el transport. Aquests intents van permetre a CORE obtenir atenció en l'àmbit nacional, ja que la gent de tot el país es va inspirar a ser voluntaris de l'organització per defensar els drets civils. Farmer després va considerar aquest augment de seguidors com "el seu orgull més gran".
Farmer no va estar present el març del 1963 a Washington, ja que va ser empresonat a Louisiana per "pertorbar la pau" després de diversos intents per organitzar protestes. Va llançar una fallida candidatura al Congrés el 1968 i més tard es va enfrontar a les crítiques per la seva decisió de ser ocupada pel president Richard Nixon, a la qual cosa va afirmar Farmer que era una oportunitat per als afroamericans d'influir directament en les polítiques federals. Va ser guardonat amb la Medalla Presidencial de la Llibertat el 1998 pels seus esforços durant el Moviment afroamericà pels drets civils, poc abans de la seva mort el 1999.

### John Lewis
John Lewis (21 de febrer de 1940 - 17 de juliol de 2020) es va convertir en líder del Moviment pels Drets Civils com a president del Comitè de Coordinació dels Estudiants No Violents (SNCC) i com a participant amb altres líders de drets civils com Diane Nash, James Bevel, i Bernard Lafayette al Moviment Estudiantil de Nashville (1959–1962). Lewis va ser un dels 13 Freedom Riders també. Mentre estava a la universitat, va participar en les accions d'asseure's als restaurants que segregaven racialment a Nashville Els seus actes van inspirar a d'altres a tot el país a iniciar actes de segudes per protestar per la segregació als menjadors. Lewis, als 23 anys, va representar SNCC amb un discurs el 28 d'agost del 1963 a la Marxa a Washington, sent el membre Big Six més jove a fer-ho. Lewis va representar el cinquè districte de Geòrgia a la Cambra de Representants dels Estats Units des de 1987 fins a la seva mort, un districte que inclou gairebé tot Atlanta. El 2001 va rebre el Reconeixement de la Biblioteca John F. Kennedy als Courage Award per a tota la vida i la Medalla presidencial de la llibertat el 2010.

### A. Philip Randolph
A. Philip Randolph (15 d'abril de 1889 - 16 de maig de 1979) fou un socialista del moviment obrer i del Moviment pels drets civils. El 1925, va organitzar la Brotherhood of Sleeping Car Porters. Aquest va ser el primer esforç seriós per formar un sindicat per als empleats de la Companyia Pullman, que era un important empresari dels afroamericans.

### Roy Wilkins
Roy Wilkins (30 d'agost de 1901 - 8 de setembre de 1981) va ser un destacat activista en matèria de drets civils des dels anys 30 fins als anys setanta. El 1955, va ser nomenat director executiu de l'Associació Nacional per a l'Avenç de la Gent de Color (NAACP). Tenia una excel·lent reputació com a portaveu articulant del Moviment pels Drets Civils. Va participar en la marxa de Washington (1963), a les Marxes de Selma a Montgomery (1965) i a la March Against Fear (1966).

### Whitney Young
Whitney Young (31 de juliol de 1921 - 11 de març de 1971) va passar la major part de la seva vida treballant per posar fi a la discriminació laboral al sud dels EUA, i es va inspirar per fer-ho després de la seva experiència lluitant a la Segona Guerra Mundial i convertint-se en víctima personal d'aquesta discriminació. El 1961, Young va ser elegit director executiu de la National Urban League, càrrec que va ocupar fins a la seva prematura mort el 1971. Com a director executiu, va convertir la Lliga Urbana Nacional d'una organització de drets civils relativament passiva en una que lluitava agressivament per la justícia, i ho va fer introduint noves polítiques i programes educatius que no estranyessin els membres blancs de la lliga.